# Rima Rudolf
Die Rima Rudolf ist eine kleine Mondrille, die durch einen Ausläufer des Mare Serenitatis an dessen östlichem Rand, östlich des Mons Argaeus verläuft. Sie erstreckt sich in nordsüdlicher Richtung über etwa 8 Kilometer.
Westlich von ihr liegt die Rima Carmen.
Die namentliche Bezeichnung geht auf eine ursprünglich inoffizielle Bezeichnung auf Blatt 42C3/S3 der Topophotomap-Kartenserie der NASA zurück, die von der IAU 1976 übernommen wurde.